# Cevennen
Die Cevennen oder seltener Sevennen (französisch Cévennes, okzitanisch Cevenas) sind der südöstlichste Teil des französischen Zentralmassivs. Karstgebirge mit engen, steilen Schluchten und Hochebenen prägen die Landschaft. Montane und mediterrane Flora und Fauna gehen ineinander über.

## Geografie
Die Cevennen liegen, grob betrachtet, südlich einer Linie zwischen Mende und Montélimar, westlich des Rhonetals und östlich der Autobahn 75. Im nördlichen Teil (Département Lozère) ist das Klima vorwiegend atlantisch und feucht-kühl, südlich des Mont Aigoual (Départements Gard und Hérault) herrscht dagegen trocken-warmes Mittelmeerklima vor. 
Die größeren Städte liegen alle am Rand der Cevennen: Mende (ca. 12.500 Einwohner), Millau (ca. 21.500) und Alès (ca. 44.000). 
Die moderne Definition der Cevennen folgt nach Patrick Cabanel nicht vorwiegend geographischen oder geologischen Kriterien, sondern umfasst die durch den Protestantismus geprägten Gebiete. Als Indiz führt er an, dass das Département Ardèche, das nicht über diese Prägung verfügt, nicht den Cevennen zugerechnet wird, obwohl es zum selben Landschaftsraum gehört und die gleiche Wirtschaftsgeschichte hat.

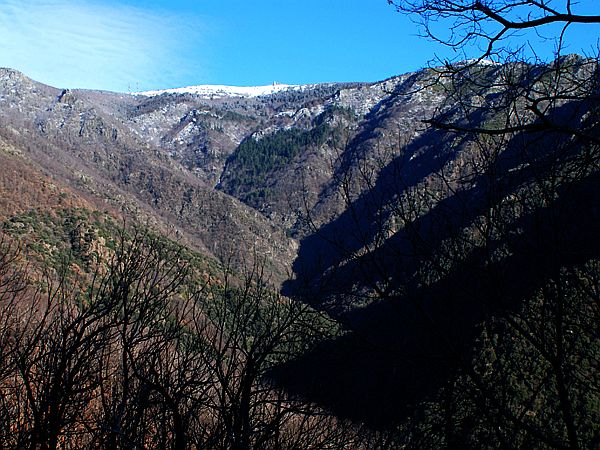
Der Mont Aigoual

## Geologie
Vor rund 350 Millionen Jahren entstanden das Zentralmassiv und damit die Cevennen durch eine Anhebung des Meeresbodens. Zuoberst lagert auf dem Granitsockel eine zum Teil heute immer noch mehrere Hundert Meter mächtige Schicht von Kalkstein (Kalzit) und Dolomit, aus dem die Hochebenen (Causses) bestehen. Flüsse wie Tarn, Gardon und Vis haben durch diese Ablagerungen vom Meeresgrund tiefe Schluchten in die Causses gegraben. Zwischen Granit und Kalkstein sind vielerorts Schichten von Festlands-Sedimentgestein (Schiefer und Sandstein) eingelagert, sowie örtlich von Steinkohle (Becken von Alès). 
Die höchsten Erhebungen sind ganz im Norden der Cevennen der Mont Lozère (1699 m) und weiter südlich der Mont Aigoual (1567 m). Sie bestehen aus Granit, die Sedimentschichten sind hier im Laufe von Jahrmillionen abgetragen worden. Entlang einer Verwerfung, die ungefähr (von Nordost nach Südwest) auf einer Linie zwischen Alès, Anduze, Ganges, dem Gebirgszug der Séranne und Lodève verläuft, fallen die Cevennen steil zum Rhonetal und zum Mittelmeer ab. Diese Bruchlinie entstand vor rund 40 Millionen Jahren und bildet heute den Südrand der Cevennen. Vulkanismus gab es hier nicht, anders als in den unmittelbar westlich (zwischen Cap d’Agde und Lodève) und nördlich (Auvergne) angrenzenden Landschaften.

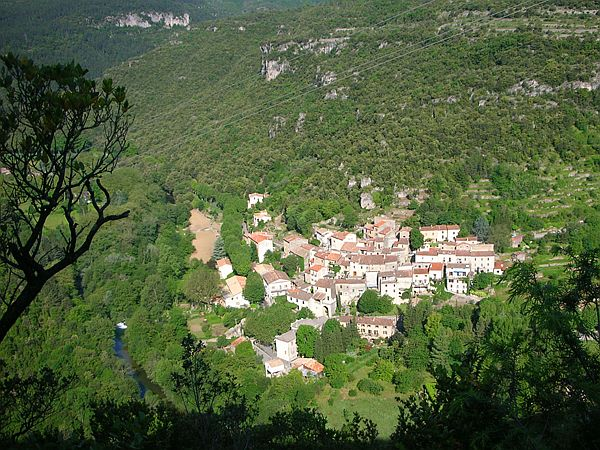
Das Dorf l'Escoutet im Vis-Tal

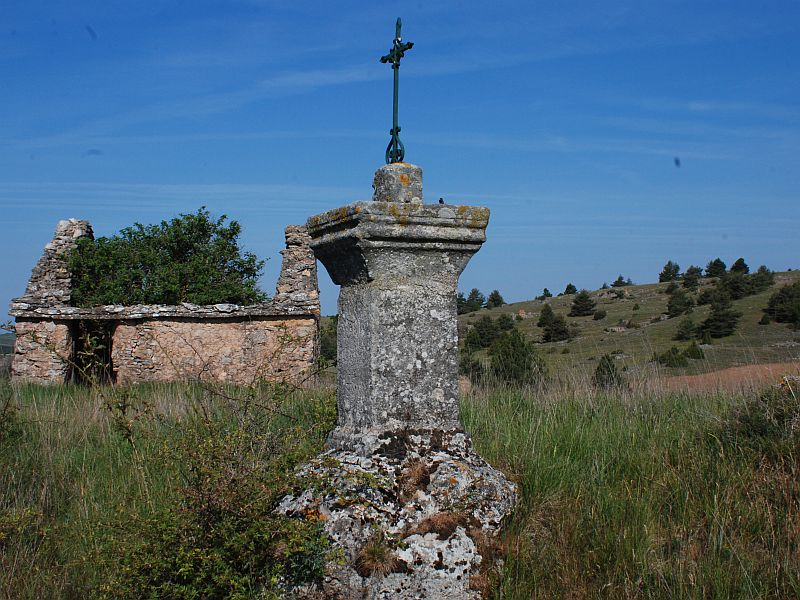
Auf dem Causse Noir

## Geschichte
Die ältesten bislang entdeckten Spuren menschlicher Besiedlung datieren um 40.000 v. Chr. Aus der Zeit zwischen 3500 und 2500 v. Chr. gibt es zahlreiche Baudenkmäler wie Steinkreise und Hünengräber. Der Geograph Strabon beschreibt die Cevennen (cemmene) im 1. Jahrhundert n. Chr. als 350 km langen Gebirgszug zwischen den Pyrenäen und Lyon. Aus der nachfolgenden gallo-römischen Zeit gibt es zahlreiche Besiedlungsnachweise in Form von Münz- und Gräberfunden. Im Mittelalter muss es in den Cevennen ein Bistum namens Arisitum gegeben haben, das einmal unter die Herrschaft der Westgoten, einmal unter die der Franken und schließlich unter maurische Herrschaft geriet. Wahrscheinlich lag der ehemalige Bischofssitz auf dem Gebiet der heutigen Stadt Le Vigan. Vom 13. Jahrhundert an erhielten verschiedene Städte eine beschränkte Selbstverwaltung (syndicat perpétuel), darunter Florac, Trèves und Sumène.

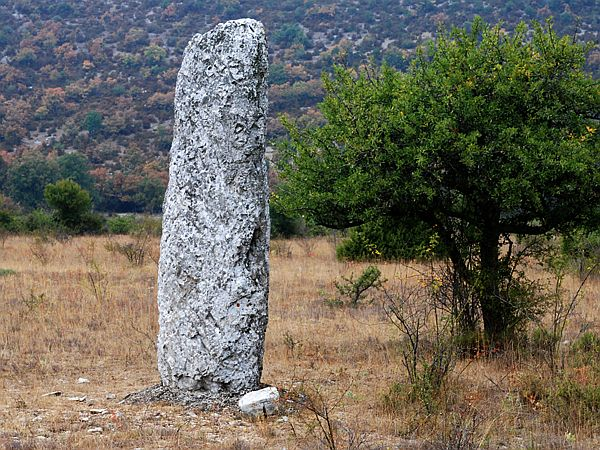
Menhir bei St-Maurice-Navacelles

Vom 16. bis 18. Jahrhundert waren die Cevennen das Zentrum einer gewaltsamen Auseinandersetzung um die Freiheit des evangelischen Glaubens (Kamisarden-Kriege). Daraus habe sich eine tief verwurzelte Grundhaltung für Freiheit und Selbstbestimmung entwickelt, so lautet eine in der Region gerne vertretene These. Ein Beleg dafür: Ende des Jahres 1851, nach seinem Staatsstreich, ließ Louis-Napoleón Bonaparte („Napoleón III.“) die Franzosen über eine Verfassung abstimmen, die ihm diktatorische Vollmachten gewähren sollte. Nur eine Minderheit von 8,5 % lehnte dies landesweit ab, in den Cevennen dagegen eine Mehrheit, zwei Kommunen im Lozère lagen an der Spitze mit mehr als 85 % Ablehnung. Ein anderer Beleg: der Widerstand gegen die deutsche Besatzung 1940–1945, denn auch hier spielten die Cevennen eine zentrale Rolle als Rückzugsgebiet für deutsche Gegner des Nationalsozialismus und für Juden. 800 bis 1000 Juden sollen hier Zuflucht gefunden haben.
Mit dem Niedergang der regionalen Wirtschaft verloren die Cevennen zwischen 1846 und 1975 mehr als zwei Drittel ihrer Bevölkerung. Seit den 1980er Jahren nahm die Einwohnerzahl allmählich wieder zu. Zunächst wanderten junge „Aussteiger“ ein, die dem bürgerlichen Leben entfliehen wollten. Dann entdeckten Menschen aus Nordfrankreich und dem Ausland die Schönheit der Landschaft und legten sich hier ihre Zweit- oder Alters-Wohnsitze zu. Und schließlich drängte (und drängt) es mehr und mehr Menschen aus den nahen Großstädten (v. a. aus dem schnell wachsenden Montpellier) in die bergige Provinz, denen das Wohnen in der Stadt zu teuer geworden ist.
Die Hugenotten in den Cevennen
In den Cevennen fand nach der Reformation der Protestantismus viele Anhänger, zudem schlossen sich viele ehemalige Waldenser der reformierten Kirche an. Bereits 1517 hatte der Herr von Cadoine in Saint-Étienne-Vallée-Française die lutherische Lehre kennengelernt, er verbreitete sie und wurde deswegen inhaftiert. Ansonsten war die Verbreitung der Reformation oft mit der Entwicklung der Seidenindustrie verknüpft. So wurde die Seidenproduktion von Anduze über Nîmes nach Lyon geliefert, und Bankgeschäfte wurden mit Genf abgewickelt, wo später Jean Calvin als Reformator wirkte. 1540 predigte in Anduze ein Mönch den evangelischen Glauben, und er wurde verhaftet und nach drei Tagen gehängt. Ab 1550 wurden in den Cevennen Schulen für Knaben eingeführt. In fast allen Häusern gab es nun eine Bibel und jemand, der daraus vorlesen konnte. Ab 1560 wurden in Anduze, Saint-Jean-du-Gard, Saint-Germain-de-Calberte und Barre-des-Cévennes erste evangelische Kirchen, die Tempel, errichtet. In Marvejols, Saint-Léger-de-Peyre und Serverette wurden die alten katholischen Kirchen übernommen. Im Dorf Meyrueis waren von 4.224 Bewohnern nur 21 katholisch geblieben.
Unter Ludwig XIV. setzte eine intensive Verfolgung und Drangsalierung der Protestanten ein, mit dem Ziel, sie zwangsweise in die katholische Kirche zurückzuführen bis hin zum Edikt von Fontainebleau (1685), durch welches das Toleranzedikt von Nantes aufgehoben wurde. Trotzdem konnte der protestantische Glaube nie ganz ausgelöscht werden, da das gebirgige und unzugängliche Land den Protestanten viele Rückzugsmöglichkeiten bot. Während des Spanischen Erbfolgekrieges kam es im Jahr 1702 zum Aufstand der Protestanten (der sogenannten Kamisarden) in den Cevennen, der trotz brutaler Kriegsführung und einer Politik der verbrannten Erde durch den Marschall Montrevel mit mehreren zehntausend Soldaten nicht unter Kontrolle gebracht werden konnte. Erst nach einer allgemeinen Amnestie (1704) konnte der Konflikt wieder weitgehend beigelegt werden. Kleine Widerstandsgruppen kämpften jedoch noch viele Jahre weiter. Im Endeffekt führte dieser Bürgerkrieg zur Verwüstung und Verarmung des Gebietes.
Der Maquis im Zweiten Weltkrieg
Die Cevennen waren ein Schwerpunkt des bewaffneten Widerstands gegen die deutsche Besatzung. Die ersten Gruppen von Maquisards bestanden hier aus Deutschen, die im Spanischen Bürgerkrieg gekämpft hatten und nach Südfrankreich ausgewichen waren. Nach dem Gesetz über den Zwangsarbeitsdienst (STO, 1942) kamen viele junge Franzosen dazu, um diesem zu entgehen. Bei der Feier zur Befreiung in Nîmes bekamen drei deutsche Maquisards den Ehrenplatz an der Spitze des Zuges.

## Wirtschaft
Seit dem Mittelalter bestimmten Viehzucht, vor allem die Wander-Weidewirtschaft (Transhumanz) sowie der Anbau von Wein, Getreide und Kastanien das karge Wirtschaftsleben in den Cevennen. Die ältesten Nachweise für Transhumanz datieren aus dem 7. Jahrhundert v. Chr. Die Einnahmen der Landesherren aus den Abgaben der Untertanen setzten sich im 15. Jahrhundert so zusammen: je rund ein Viertel aus dem Verkauf von getrockneten Kastanien und Getreide sowie zur Hälfte aus dem Weinhandel.
Im 21. Jahrhundert spielt extensive Landwirtschaft noch eine geringe Rolle: die Aufzucht von Rindern, Schweinen, Ziegen (regionale Käsesorte Pelardon) und vor allem Schafen, Ackerbau und Obstanbau (Zwiebelsorte: Doux des Cevennes; Apfelsorte: Reinette de Vigan). Zum Haupt-Wirtschaftsfaktor ist der Tourismus geworden. Vor allem der Cevennen-Nationalpark und das Ski-Gebiet Prat Peyrot am Mont Aigoual ziehen Besucher an, aber auch große Tropfsteinhöhlen, die Wanderwege, Klettergebiete, Rad-, Wasser- und Luftsport-Möglichkeiten. Außerdem lassen die Neu- und Saison-Bewohner ihr Geld in der Region, das sie anderswo verdienen.
Kastanien

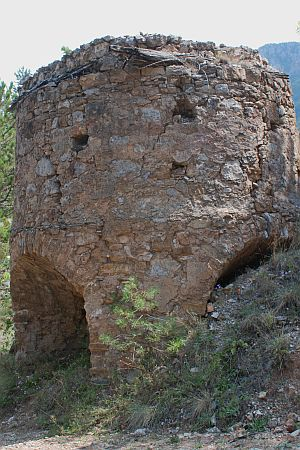
Alter Röstofen bei St. Laurent

Über Jahrhunderte war die Kastanie der 'Brotbaum' der Cevennen. Vom 13. Jahrhundert an war die Pflanzung und Bewirtschaftung dieser Bäume belegt. Kastanienwälder bedeckten in der ersten Hälfte des 19. Jahrhunderts im Département Lozère mehr als ein Drittel der Fläche, während Äcker und Weiden nur zehn Prozent ausmachten. Da war der Höhepunkt des Kastanien-Anbaus aber schon überschritten. Im Winter 1709 erfror ein Großteil der Bäume. Seither wurden statt Kastanien Hunderttausende von Maulbeerbäumen gepflanzt, die das Futter für die Aufzucht von Seidenraupen lieferten. Zwar wurden noch im 19. Jahrhundert große Kastanien-Wälder angelegt (bei Saint-Germain-de-Calberte und Saint-Jean-du-Gard), den Niedergang dieses Wirtschaftszweigs besiegelte dann aber eine Baumkrankheit namens Kastanienrindenkrebs, die 1956 auftauchte, verursacht durch den Pilz Cryphonectria parasitica.
Seide
Zwei Wirtschaftszweige lösten in den Cevennen während der Neuzeit die Landwirtschaft als zentralen Wirtschaftszweig ab, und auch diese haben mittelalterliche Wurzeln: Bergbau und Herstellung von Seide. Die ersten Magnaneries (Manufakturen zur Seidenraupen-Zucht) sind für 1340 in Alès und 1360 in Saint-Jean-du-Gard belegt. Im 19. Jahrhundert wurde in Le Vigan rund eine Million Kilogramm Seide pro Jahr erzeugt, in Alès 6,2 Millionen Kilogramm, zusammengerechnet ein Viertel der französischen Seiden-Produktion. Im Jahr 1845 brach jedoch eine Pilzkrankheit aus („La Pébrine“), die sich verheerend auf die Seidenraupenzucht auswirkte. Nun importierte die Branche Seide und konzentrierte sich auf die Herstellung von Garn und Bekleidung, v. a. von Seidenstrümpfen. 1788 gab es zwischen Alès und Ganges 36 Garn-Manufakturen mit 4000 Webstühlen. 1841 waren im Städtchen Saint-Jean-du-Gard mit damals 4450 Einwohnern 150 Arbeiter und 1240 Arbeiterinnen in Webereien (Filatures) beschäftigt. Kunstfasern und Konkurrenz aus Fernost bereiteten dieser ertragreichen Ära im 20. Jahrhundert ein Ende. Lediglich in Le Vigan gab es nach 2013 noch eine Textilfabrik mit mehreren Hundert Beschäftigten.
Bergbau
Erzbergbau existierte schon in gallo-römischer Zeit, vor rund 2000 Jahren, bei Bleymard, und dann in Villefort im 12. Jahrhundert. Die Erze enthielten Blei, Zink, Silber, Eisen, Antimon und Baryt. Der Erzbergbau hatte seine Blütezeit im 18. bis 20. Jahrhundert. Die Zentren lagen rund um den Mont Lozère (im gleichnamigen Département) sowie in Saint-Laurent-le-Minier und Durfort (Gard). Die letzten Erzgruben wurden 1992 (Malines bei St. Laurent) und 2001 bei Notre-Dame-de-Laval geschlossen. Die Steinkohle-Förderung im Becken von Alès war schon 1230 durch die Urkunde eines Klosters belegt. Ab dem Ende des 18. Jahrhunderts erlangte sie industrielle Ausmaße. 1913 wurden zwei Millionen Tonnen gefördert, fünf Prozent der französischen Kohleproduktion. 12.000 Bergleute holten die Kohle ans Licht. 20.000 Kumpel waren es 1947, bevor der Niedergang begann. Sie förderten zwei Millionen Tonnen Steinkohle pro Jahr. Im Jahr 1987 schloss die letzte Zeche.

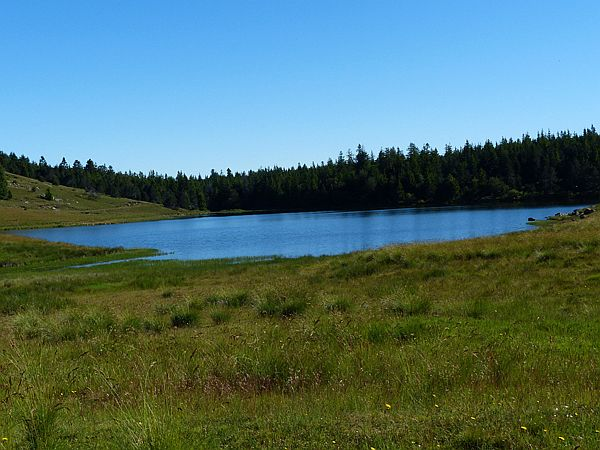
Lac des Pises

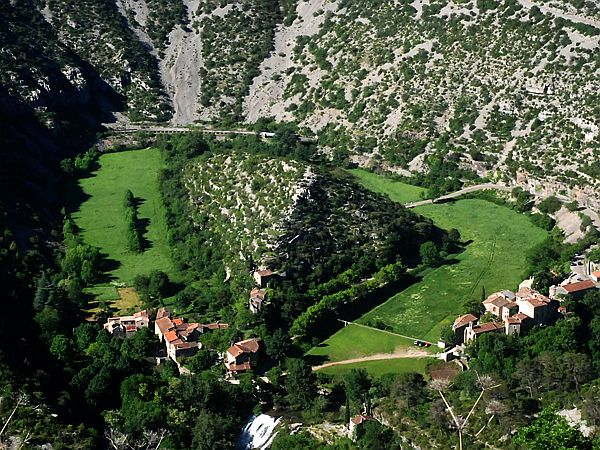
Cirque de Navacelles im Vis-Tal

## Landschaft und Natur
Im Juni 2011 hat die UNESCO über 3023 Quadratkilometer der Cevennen zwischen den Städten Ganges und Millau, Mende und Lodève zum Welterbe der Menschheit erklärt. Hinzu kommen rund 100 Quadratkilometer Pufferzone rund um das eigentliche Welterbe-Gebiet. Dessen Fläche deckt sich weitgehend mit dem seit 1970 bestehenden Nationalpark und dem UNESCO-Biosphären-Reservat (seit 1985).
Ausschlaggebend für die Anerkennung als Weltnaturerbe war, dass hier die Wanderschäferei (Transhumanz) noch wie vor Urzeiten ausgeübt werde. „Die Landschaften der Hochebenen (causses) sind in drei Jahrtausenden von der Weidewirtschaft geformt worden“. Sie stünden für eine kulturelle Tradition, „die auf typischen Sozialstrukturen und lokalen Schaf-Rassen gründet und sich in der Landschaftsstruktur widerspiegelt, besonders in der Art der Höfe, der Gebäude, der Felder, der Wasserwirtschaft, der Wege des Viehtriebs (drailles) und der kommunalen Allmende“.
Wegen der Überschneidung von mediterranen und montanen Landschaftstypen und der vielfältigen Struktur dieser Landschaften ist eine große Artenvielfalt anzutreffen. So kommen mehrere Dutzend Arten von Orchideen vor, und zugleich mit mediterranen Vogelarten wie Blauracke und Bienenfresser lassen sich montane Arten wie Alpensegler, Alpenkrähe, Steinadler und Gänsegeier beobachten.

## Sehenswürdigkeiten

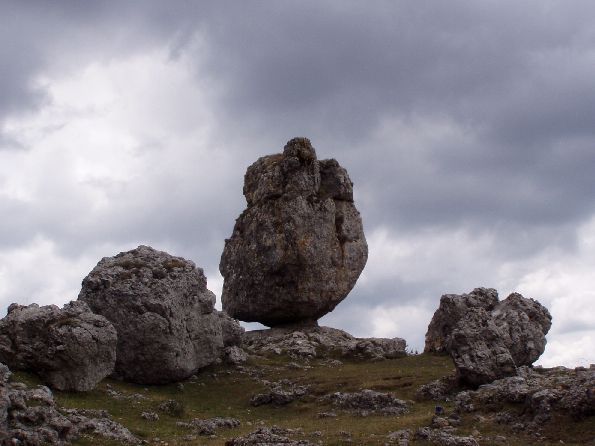
Chaos de Nîmes

- Chaos de Nîmes-le-Vieux
- Chaos de Montpellier-le-Vieux
- Causse Méjean
- Dolmen von Ronc Traoucat
- Abîme de Bramabiau
- Grotte des Demoiselles
- Mont Aigoual
- Mont Lozère
- Sommet de Finiels

## Sonstiges
- Der Autor Robert Louis Stevenson setzte der Gegend ein literarisches Denkmal mit seinem Werk Eine Reise mit dem Esel durch die Cevennen (Travels with a Donkey in the Cévennes), 1879.
- Die Bergregion war namensgebend für den Asteroiden (1333) Cevenola, der im Jahr 1934 entdeckt wurde.